# Pognana Lario
Pognana Lario là một đô thị ở tỉnh Como trong vùng Lombardia, có cự ly khoảng 45 km về phía bắc của Milano và khoảng 9 km về phía đông bắc của Como. Tại thời điểm ngày 31 tháng 12 năm 2004, đô thị này có dân số 871 người và diện tích là 5,0 km².
Pognana Lario giáp các đô thị: Faggeto Lario, Laglio, Nesso.

## Tham khảo

Pognana Lario
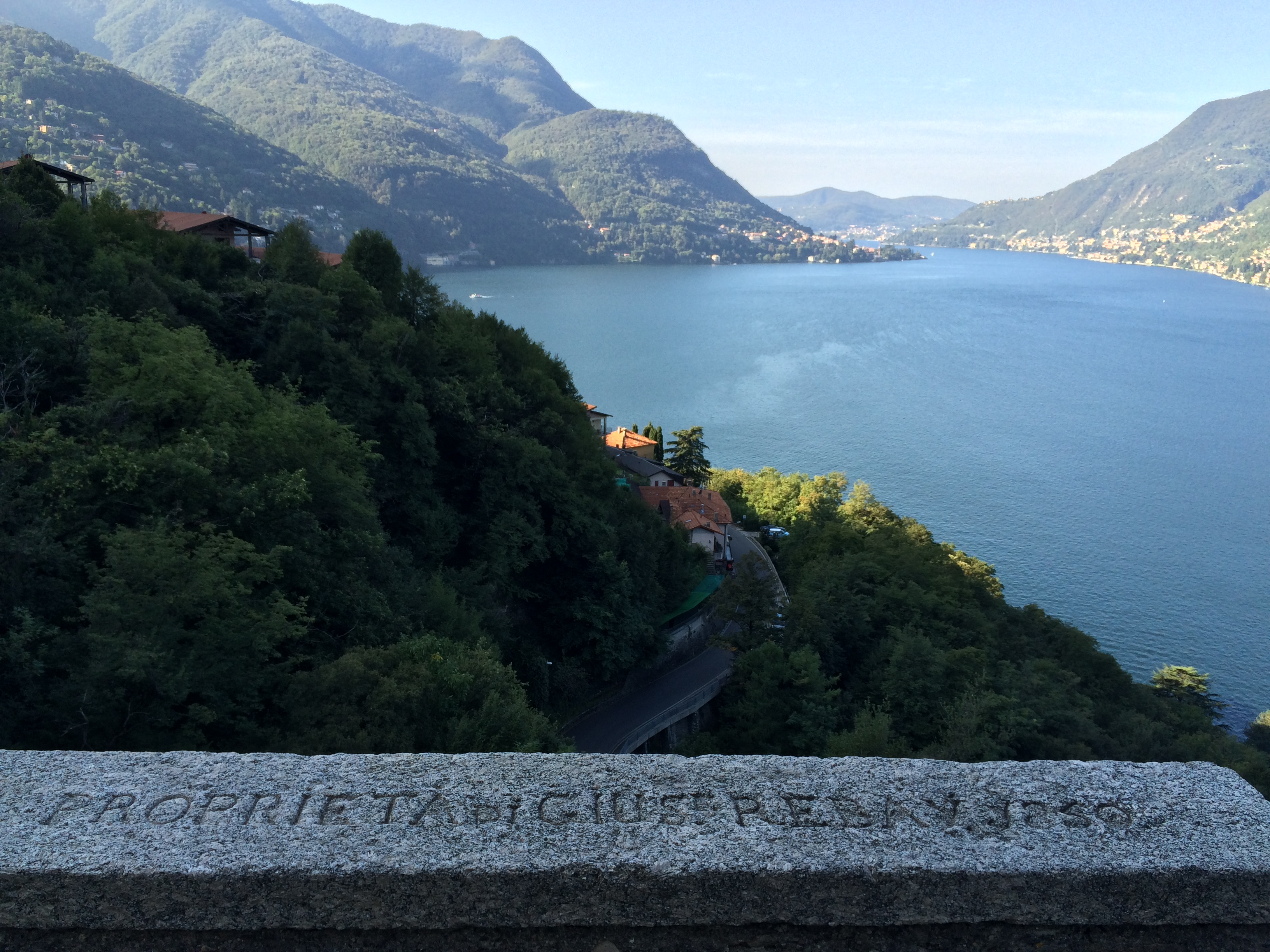
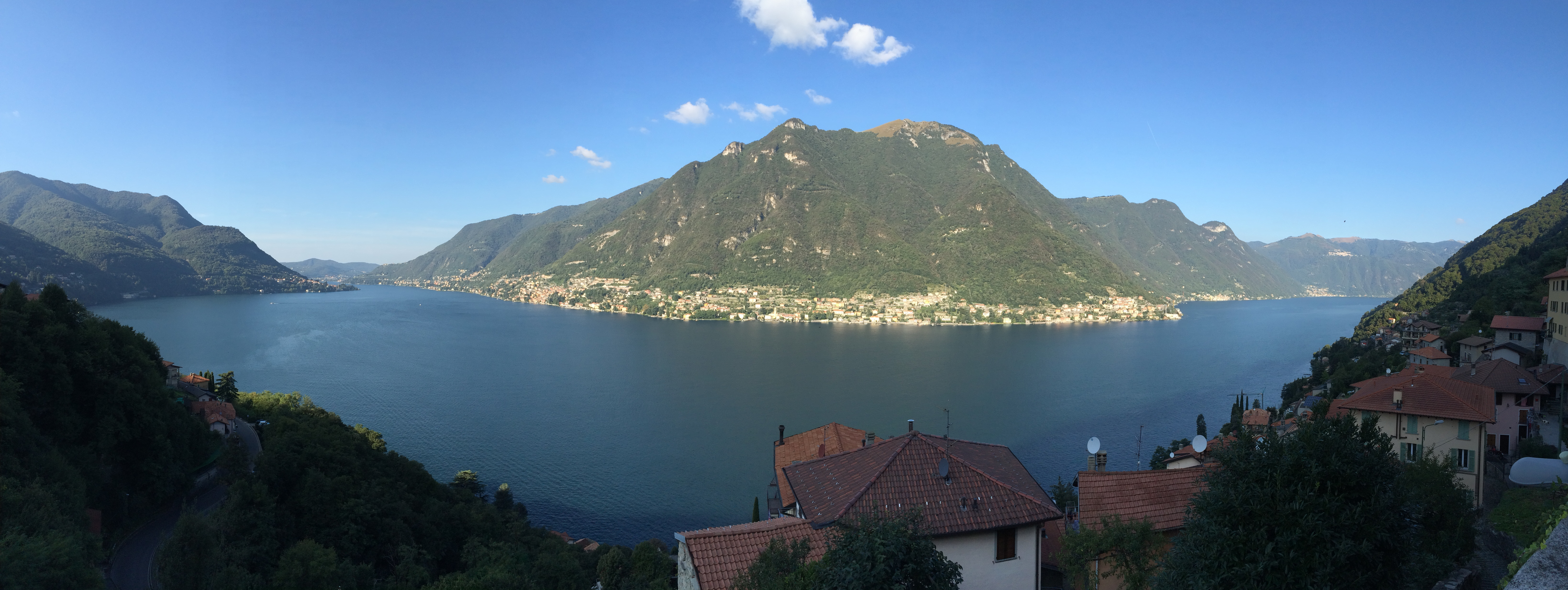
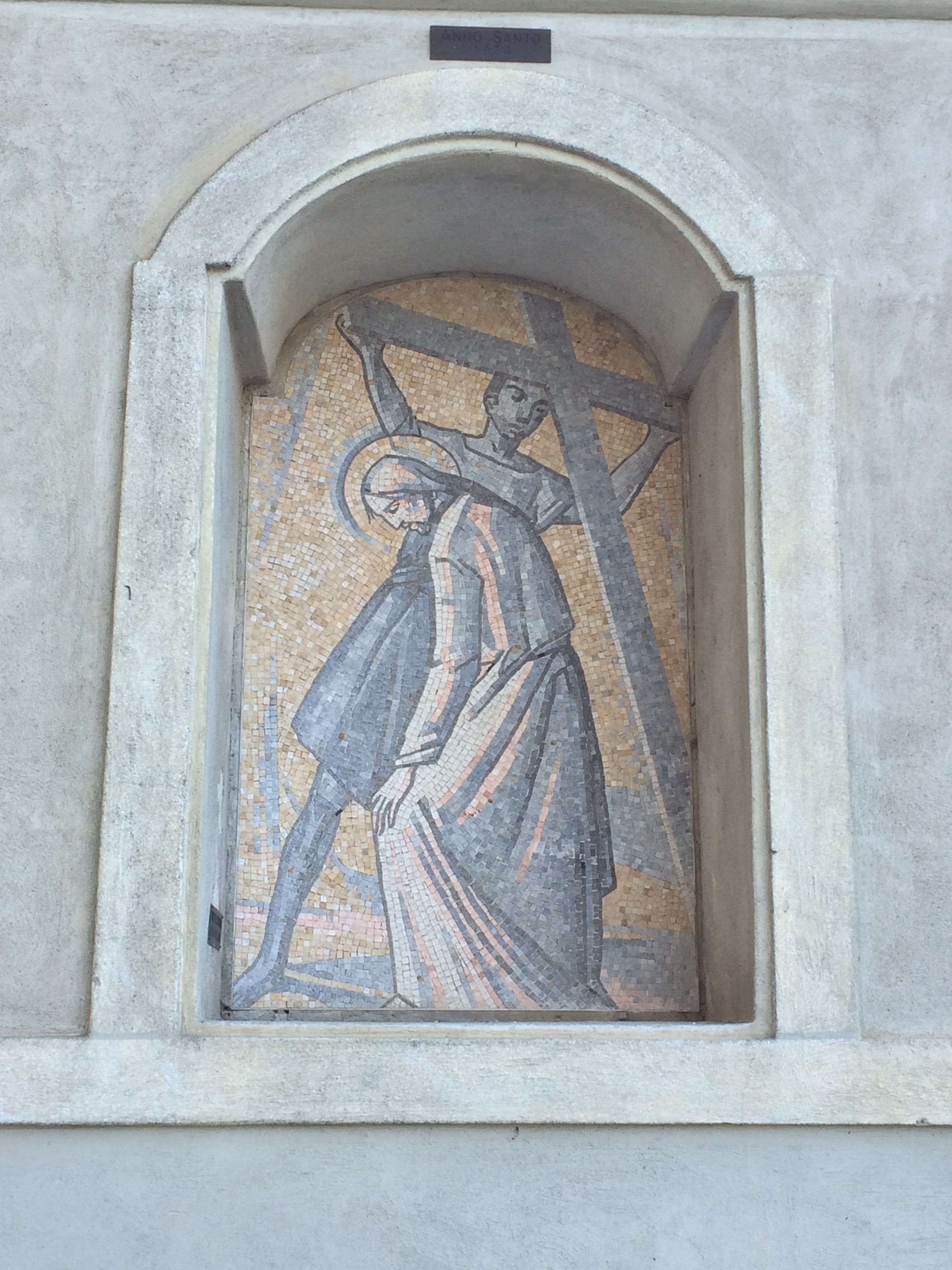
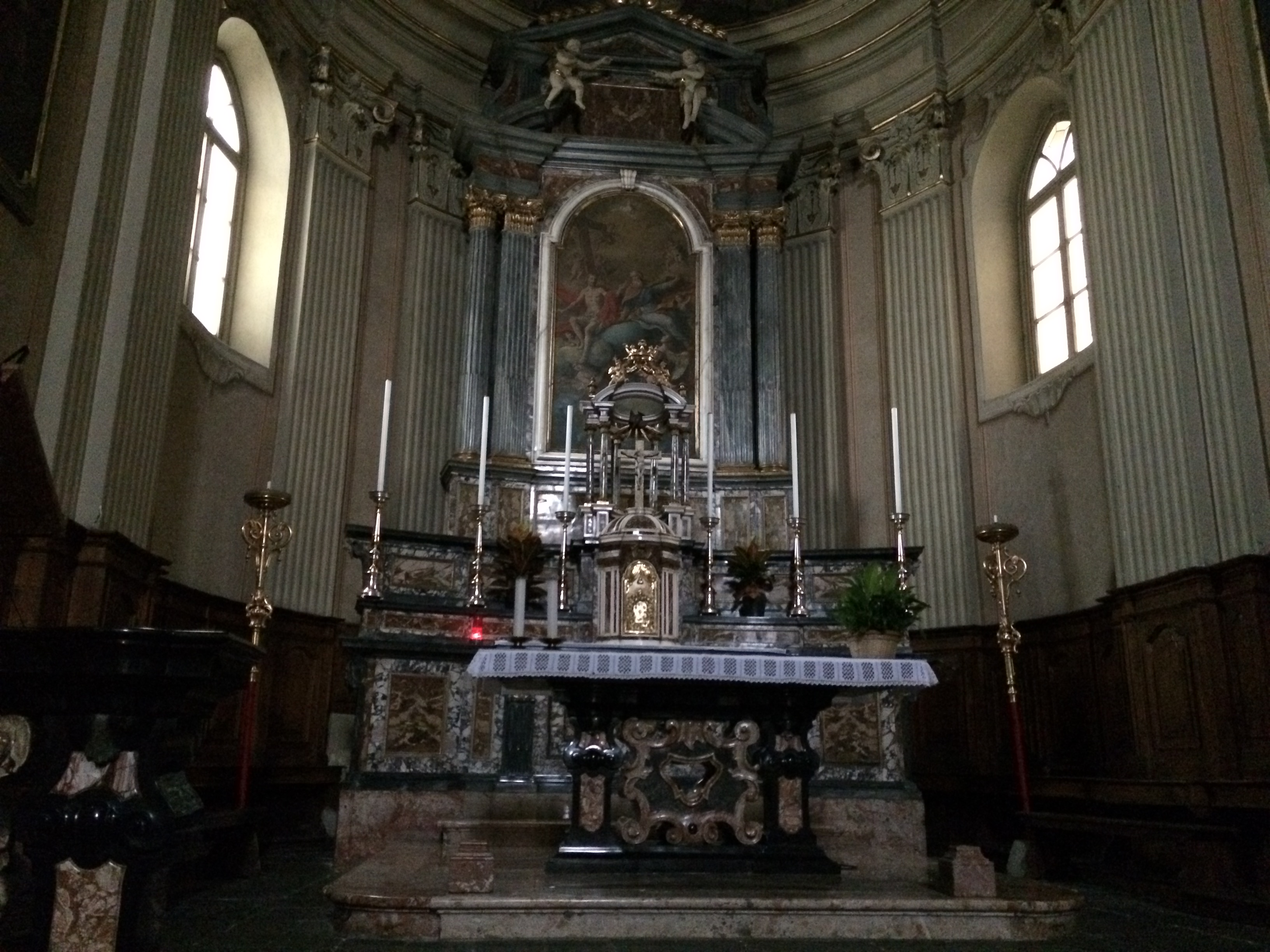
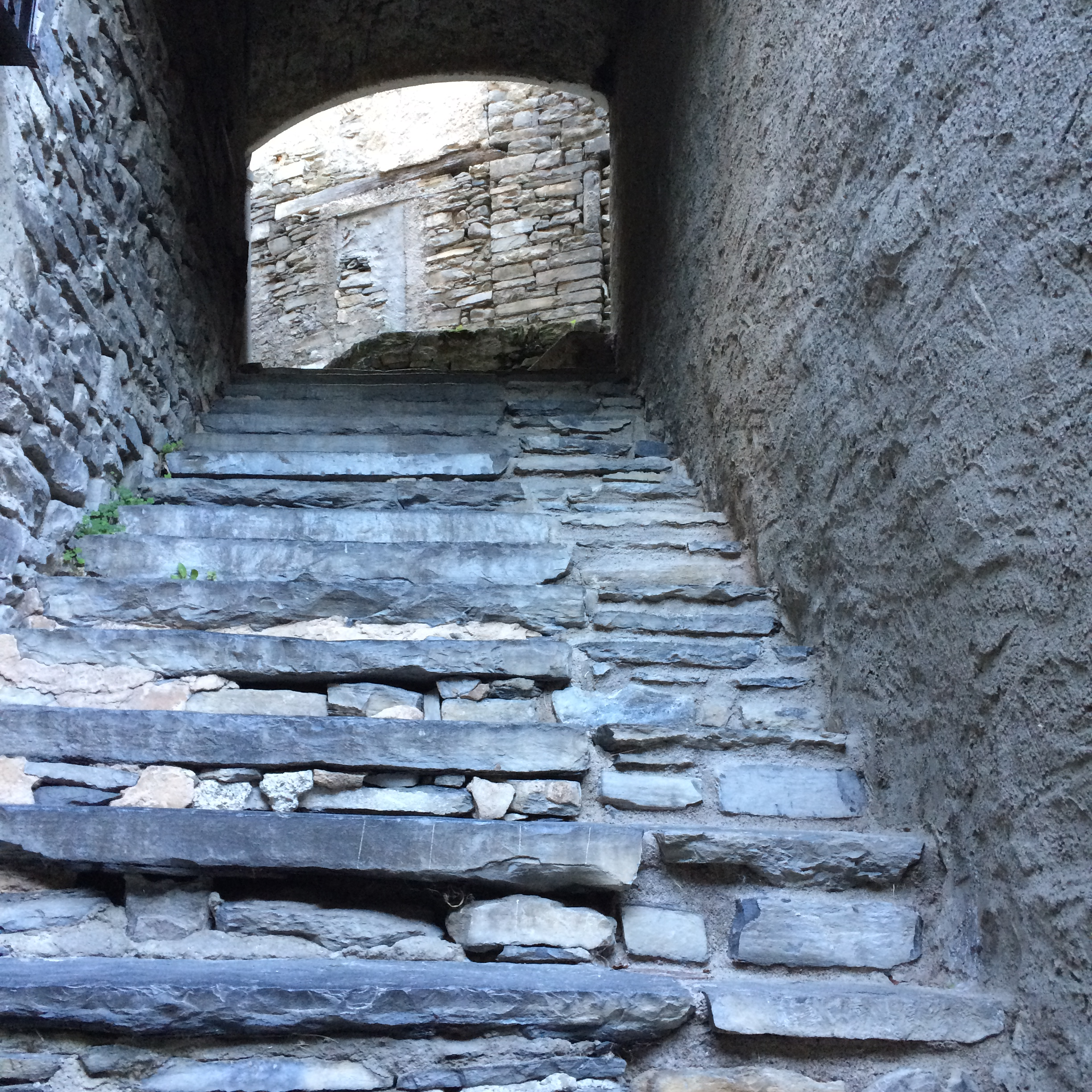